# Kanton Callas
Kanton Callas (fr. Canton de Callas) je francouzský kanton v departementu Var v regionu Provence-Alpes-Côte d'Azur. Tvoří ho šest obcí.

## Obce kantonu
- Bargemon
- Callas
- Châteaudouble
- Claviers
- Figanières
- Montferrat